# Sperberslohe (Wendelstein)

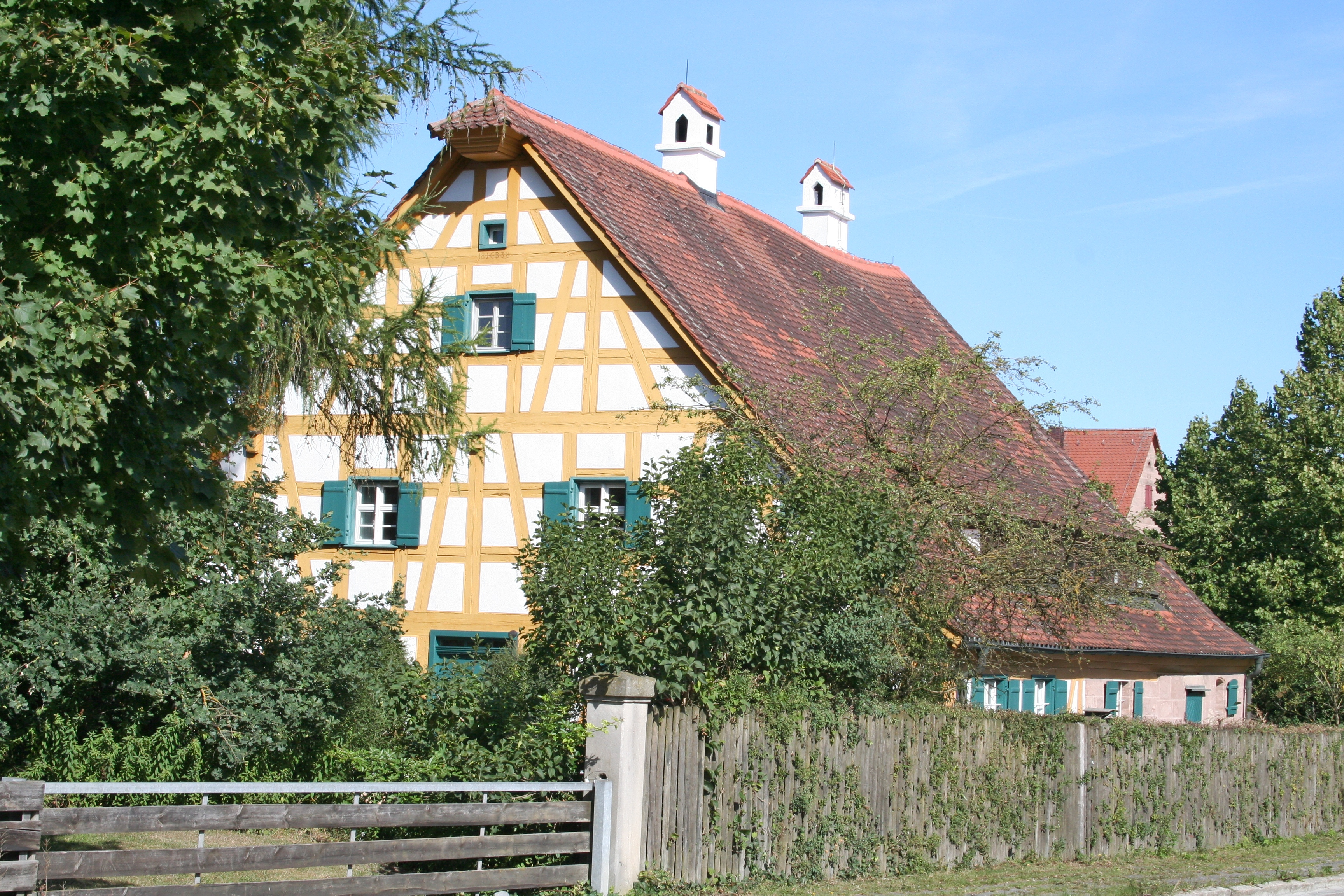
Haus in Sperberslohe

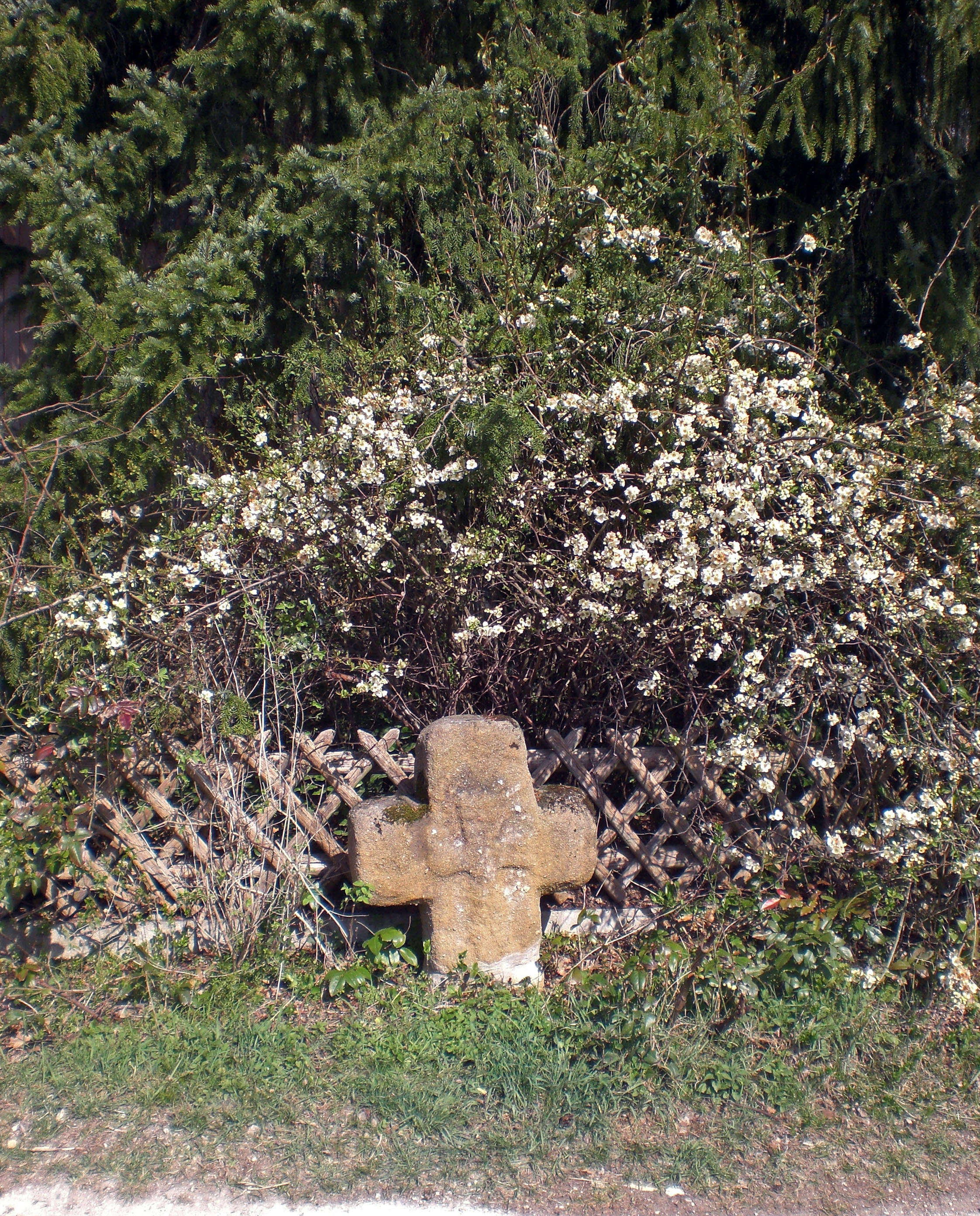
Steinkreuz am ehemaligen Gasthof

Sperberslohe (fränkisch: Schbäaweaschlou) ist ein Gemeindeteil des Marktes Wendelstein im Landkreis Roth (Mittelfranken, Bayern). Sperberslohe liegt in der Gemarkung Raubersried.

## Lage
Das Dorf liegt in einer Rodungsinsel des Dürrenhembacher Waldes am Hembach. Die Staatsstraße 2225 führt nach Wendelstein (4 km nordwestlich) bzw. die Bundesautobahn 9 überbrückend an Birkenlach und Straßmühle vorbei nach Allersberg (9 km südlich). Die Kreisstraße RH 17/NM 17 führt nach Oberhembach (5,2 km südöstlich).

## Geschichte
Die Rodungssiedlung wurde 1169 als „Spawaresloch“ erstmals urkundlich erwähnt. Das Bestimmungswort des Ortsnamens ist ahd. spawari ‚Sperber‘ und das Grundwort ahd. loch ‚niederes Holz, Wald‘.
Gegen Ende des 18. Jahrhunderts bestand Sperberslohe aus 10 Anwesen (5 Zweidrittelhöfe, 2 Köblergüter, 1 Gütlein, 1 Gütlein mit Tafernwirtschaft, 1 Mahlmühle) und einem Gemeindehirtenhaus. Das Hochgericht sowie die Dorf- und Gemeindeherrschaft und Grundherrschaft über alle Anwesen übte das brandenburg-ansbachische Richteramt Schwand aus.
Von 1797 bis 1808 unterstand Sperberslohe dem Justiz- und Kammeramt Schwabach. Im Rahmen des Gemeindeedikts wurde der Ort 1808 dem Steuerdistrikt Raubersried (II. Sektion) und der 1818 gebildeten Ruralgemeinde Raubersried zugeordnet.
In den Jahren 1874 bis 1890 erwarb der Graf von Faber-Castell einige der Anwesen in Sperberslohe und ließ diese aufforsten.
Im Gigantismus der 1930er Jahre war im Hembachgebiet zwischen Sperberslohe und Furth der riesige Betriebs- und Rangierbahnhof für eine sogenannte Breitspurbahn geplant. Dieses Projekt kam allerdings bis zum Kriegsende nicht über die Planungsphase und die erforderlichen geodätischen Trassenvermessungen hinaus. Am 8. März 1943 schlugen im Wald bei Sperberslohe Brandbomben ein, die jedoch größtenteils nicht zündeten. Im Ort selber kam es zu keinen Zerstörungen. Gegen Ende des Zweiten Weltkrieges wollte die Firma MAN im Wald zwischen Sperberslohe und Nerreth noch ein geheimes Panzerwerk errichten, was aber nicht umgesetzt werden konnte. Am 6. April 1945 wurde ein Tieffliegereinsatz über der Autobahn in der Nähe von Sperberslohe beobachtet.
Am 1. Juli 1971 wurde Sperberslohe im Zuge der Gebietsreform in Bayern nach Wendelstein eingegliedert.
In den 1970er Jahren wurden die Rangierbahnhof–Neubaupläne in Normalspur nochmals aufgegriffen, um den in die Jahre gekommenen Güterbahnhof in der Nürnberger Südstadt zu ersetzen. Die Deutsche Bundesbahn plante im Forst Kessel und Forst Hebenbach zwischen Sperberslohe und Furth den Neubau. Der damit verbundene enorme Flächenverbrauch, das gestiegene Umweltbewusstsein und massive Proteste aus der Bevölkerung verhinderten dieses Vorhaben jedoch. Seit 1985 sind zahlreiche Wasser- und Landschaftsschutzgebiete ausgewiesen.

### Baudenkmäler
In Sperberslohe gibt es vier Baudenkmäler:
- Allersberger Straße 4: Ehemalige Mühle
- Allersberger Straße 7: Wohnstallhaus mit Kleintierstall, Backhaus und Einfriedung
- Allersberger Straße 9 und 11: Ehemalige Wohnstallhäuser

Außerdem gibt es ein Steinkreuz im Ort, nördlich ein Kurzkreuz und südlich ein weiteres Steinkreuz.

### Einwohnerentwicklung
| Jahr      | 001818 | 001840 | 001861 | 001871 | 001885 | 001900 | 001925 | 001950 | 001961 | 001970 | 001987 | 002013 | 002021 | 002025 |
| Einwohner | 57     | 80     | 100    | 87     | 90     | 70     | 61     | 120    | 147    | 198    | 209    | *279   | 255    | *274   |
| Häuser    | 13     | 11     |        |        | 13     | 13     | 10     | 13     | 29     |        | 65     |        |        |        |
| Quelle    | [ 18 ] | [ 19 ] | [ 20 ] | [ 21 ] | [ 22 ] | [ 23 ] | [ 24 ] | [ 25 ] | [ 26 ] | [ 27 ] | [ 28 ] |        | [ 1 ]  | [ 29 ] |

## Religion
Sperberslohe ist seit der Reformation evangelisch-lutherisch geprägt und bis heute nach St. Johannes der Täufer (Schwand bei Nürnberg) gepfarrt. Die Katholiken sind nach St. Nikolaus (Wendelstein) gepfarrt.

## Wirtschaft und Gewerbe
Neben Zeidlerei und Falknerei war die Köhlerei früher die Haupterwerbsquelle der Sperbersloher. Das Handwerk wird auch heute noch in Ortsnähe bei Furth museal betrieben, im Ort erinnern einige Straßennamen wie beispielsweise Am Meiler und Köhlerstraße an die Tradition. Einige Bauernhöfe, Handwerksbetriebe und ein Transportunternehmen befinden sich im Ort.

## Personennahverkehr
Sperberslohe wird im öffentlichen Personennahverkehr regelmäßig mit einer Buslinie (untertags) und einem Linienbedarfstaxi bedient. Verbindungen bestehen nach Allersberg und dem Wendelsteiner Gemeindeteil Röthenbach bei Sankt Wolfgang. Zu der ebenfalls in unmittelbarer Ortsnähe vorbeiführenden Schnellfahrstrecke Nürnberg–Ingolstadt besteht die nächste Zustiegsmöglichkeit am Nürnberger Hauptbahnhof.

## Veranstaltungen
- Mitte Juli findet traditionell das Sommerfest der Freiwilligen Feuerwehr Sperberslohe statt.
- Alle zwei Jahre wird im Sommer das Hammer In, ein großes internationales Treffen der Schmiede und Metallgestalter veranstaltet.[32]